# Kevin Bobson
Kevin Bobson (Amsterdam, 13 de novembre de 1980) és un exfutbolista neerlandès, que ocupava la posició de migcampista.
Format al planter de l'Ajax d'Amsterdam, tan sols jugaria set partits amb els ajacied abans de ser cedit al NAC Breda, que després el va fitxar. Després d'una breu estada al RCD Espanyol de la primera divisió espanyola, fitxa pel Willem II Tilburg, on romandria quatre temporades.
El 2008 marxa al Red Bull Salzburg d'Àustria.